# Brama Kireńska
Brama Kireńska (gr. Πύλη της Κερύνειας, tur. Girne Kapısı, dawn. wł. Porta del Proveditore) – jedna z trzech bram w obwarowaniach miejskich Nikozji z okresu weneckiego.

## Opis
Brama została zbudowana w XVI wieku na północy miasta przez Wenecjan jako jedna z trzech bram w obwarowaniach miejskich Nikozji. Z okresu weneckiego zachowały się tablica umieszczona nad wejściem z informacjami o budowie oraz znak lwa świętego Marka. 
Przez wieki brama uległa zasadniczym zmianom. Po zajęciu Cypru przez Osmanów na bramie zamontowano kamienną tablicę z wersetami z Koranu chwalącymi Mahometa jako otwierającego bramy. Za panowania Osmanów brama została odrestaurowana i otrzymała dodatkowe pomieszczenie nakryte kopułą. 
W 1878 roku podczas zajmowania Cypru przez Wielką Brytanię przez tę bramę do Nikozji zostali wpuszczeni żołnierze brytyjscy. Brytyjczycy zburzyli części muru obronnego wokół bramy i wytyczyli drogi, by umożliwić transport samochodowy do i ze starego miasta. By upamiętnić to wydarzenie, na bramie wykuto rok budowy dróg – 1931 – oraz GVRI – imię ówcześnie panującego króla Wielkiej Brytanii – George V Rex et Imperator. 
Współcześnie brama jest wolno stojącym budynkiem przy Inönü Meydani i jest siedzibą informacji turystycznej w północnej części Nikozji na terenie Cypru Północnego.